# D.J. Trahan
Donald Ronald Trahan is een Amerikaanse golfprofessional. Hij wordt D.J. genoemd en woont in Mount Pleasant (South Carolina).
DJ Trahan is de zoon van Don Trahan, die een van de Master PGA professionals is. Don staat ook bekend als de 'Swing Surgeon'. DJ kwam dus al jong met golf in aanraking. Toen hij klein was, verhuisden zijn ouders naar Hilton Head Island in South Carolina. Hij ging daar naar de lagere school.

## Amateur
DJ studeerde aan de Clemson University en speelde daar golf en baseball. In 2000 won hij het US Amateur Public Links. Hij speelde in de Walker Cup (2001) en de Eisenhower Trophy (2002).

### Gewonnen
- 2000: US Amateur Public Links, Las Vegas Intercollegiate
- 2001: Jones Cup Invitational, South Carolina Amateur, Carpet Classic, Jerry Pate Invitational
- 2002: Azalea Invitational, Monroe Invitational, South Carolina Amateur, NCAA East Regional
- 2003: Mercedes-Benz Intercollegiate

## Professional

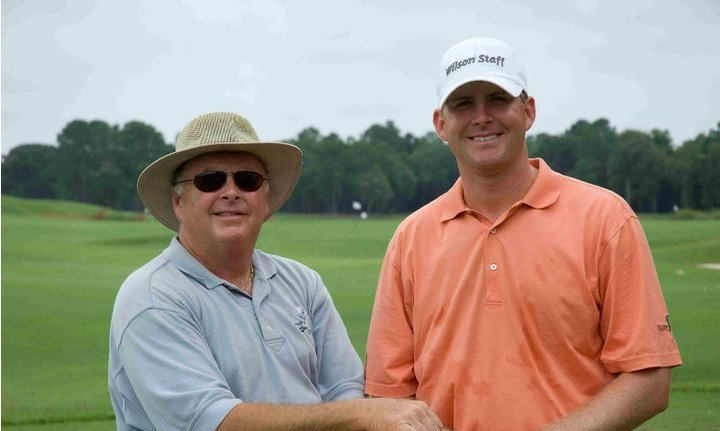
Don en DJ Trahan

Trahan werd in 2003 professional. In 2004 speelde hij op de Web.com Tour en won daar het laatste toernooi van het jaar. In 2005 speelde hij als rookie op de Amerikaanse PGA Tour. In zijn tweede seizoen won hij de Southern Farm Bureau Classic, dat ikn de week van het WGC-American Express Championship gespeeld werd, waardoor de topspelers afwezig waren. In 2008 won hij de Bob Hope Classic, waarna hij even in de top-100 van de wereldranglijst stond.

### Gewonnen
PGA Tour
- 2006: Southern Farm Bureau Classic (-13)
- 2008: Bob Hope Chrysler Classic (-26)

Web.com Tour
- 2004: Miccosukee Championship
- 2006: Sanderson Farms Championship